# Baltika (Brauerei)
Baltika (russisch Балтика (пивоваренная компания) / OOO «Pivovarennaya kompaniya Baltika») ist die größte Brauereigruppe in der Russischen Föderation. Sie wurde 1990 in Leningrad (Sankt Petersburg) gegründet und hat sich schnell zu einem wichtigen Wirtschaftsfaktor für die Stadt entwickelt.

## Unternehmen
Ursprünglich war Baltika ein Joint-Venture der finnischen Getränkefirma Hartwall und deren norwegischem Partner Orkla. Baltika nahm 1990 die Produktion auf. Mehrheitsaktionär des Unternehmens wurde 1996 die Baltic Beverages Holding (BBH), diese wiederum gehörte seit 2012 der dänischen Carlsberg-Brauerei. Am 28. März 2022 kündigte Carlsberg an, sich aus Russland zurückzuziehen und sich damit auch von Baltika zu trennen. Seit Juli 2023 ist Carlsberg faktisch enteignet.
Braustätten befinden sich in:
- Sankt Petersburg
- Samara
- Chabarowsk
- Tula
- Rostow am Don
- Tscheljabinsk (2006–2015)
- Krasnojarsk (1993–2015)
- Jaroslawl (seit 2006)
- Kiew, Ukraine (seit 2006)
- Nowosibirsk (seit 2008)

Diese produzierten 2005 zusammen 22,7 Millionen Hektoliter Bier unter den Markenbezeichnungen Baltika, Arsenalnoje und Leningradskoje. Baltika-Biere werden in 38 Ländern vermarktet. Hauptabsatzmarkt bleiben Russland und die GUS-Staaten. In Tula besitzt Baltika eine Malzfabrik.
Baltika hatte 2006 einen Umsatz von 1,49 Milliarden Euro und erwirtschaftete einen Gewinn vor Steuern von 260 Millionen Euro.
Baltika fusionierte Ende 2006 mit den Firmen „Wena“, „Pikra“ und „Jarpiwo“ und verfügte danach über 10 Brauereien und 4 Mälzereien in 9 russischen Regionen mit mehr als 11.000 Mitarbeitern.
Im Jahr 2007 hatte Baltika in Russland einen Marktanteil von 37,6 %.
Die Baltika Aktiengesellschaft wird von der KPMG beraten.
Präsident der Baltika Aktiengesellschaft war seit Januar 2015 der Pole Jacek Pastuszka. Er war Nachfolger von Isaak Scheps, der die Baltika AG von Dezember 2011 bis zur Eingliederung in den Tuborg-Konzern im  Dezember 2014 leitete.
Wegen des rückläufigen russischen Biermarktes schloss Baltika 2009 die ehemalige Wena-Brauerei in Petersburg sowie 2015 die Braustätten in Krasnojarsk und Tscheljabinsk.
Am 16. Juli 2023 wurde Baltika per Dekret vom russischen Staat faktisch enteignet. Die Leitung übernahm Taimuras Bolloew, der als langjähriger Putin-Freund gilt und bereits früher Manager der Brauerei war. Carlsberg nahm Abschreibungen in Höhe von fast 10 Milliarden Dollar vor. In einem Schiedsverfahren außerhalb Russlands verlangt Carlsberg dafür eine entsprechende Entschädigung. Im November 2023 wurden zwei ehemalige Topmanager der Baltika-Brauerei in Russland unter dem Vorwurf des besonders schweren Betrugs festgenommen. Sie hätten Firmenrechte auf illegalem Weg erworben und damit den russischen Staat geschädigt. Carlsberg bestreitet das. Im Dezember 2024 verkaufte Carlsberg die Baltika-Brauerei für 34 Milliarden Rubel (umgerechnet rund 300 Mio. Euro) im Rahmen eines Management-Buy-out. Zudem übernimmt Carlsberg die bisher von Baltika gehaltene Anteilsmehrheit an Carlsberg Azerbaijan und Carlsberg Kazakhstan. Die Zwangsverwaltung von Baltika durch den russischen Staat ist damit aufgehoben, alle in dem Zusammenhang bestehenden Rechtsstreitigkeiten wurden für beendet erklärt.

## Produkte

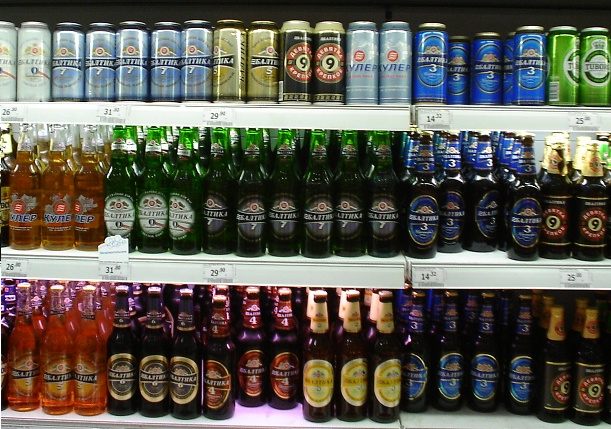
Regal mit einer Auswahl an Bieren von Baltika (von links nach rechts):
Dosen (oberes Regal): Baltika 0, Baltika 7, Baltika 5, Baltika 9, Baltika Cooler, Baltika 3
Flaschen (mittleres Regal): Baltika Cooler, Baltika 0, Baltika 7, Baltika 3, Baltika 9
Flaschen (unteres Regal): Baltika 5, Baltika 6, Baltika 4, Baltika 8, Baltika 3, Baltika 9

Die meisten Biersorten von Baltika werden durch Nummern unterschieden (Auswahl):
- Baltika 0 Besalkogolnoje (Alkoholfreies) ist ein alkoholfreies Bier, gebraut aus leichtem Gerstenmalz
- Baltika 1 Ljogkoje (Leichtes) ist ein Light-Bier mit einem physiologischen Brennwert von nur 163 kJ (= 39 kcal) pro 100 g und einem Alkoholgehalt von nicht mehr als 4,4 Volumenprozent (wird in Russland nicht mehr vertrieben, sondern nach Finnland exportiert; in Russland durch Baltika Lite ersetzt)
- Baltika 2 Ossoboje (Besonderes) ist ein helles Lagerbier, gebraut aus hellem Gerstenmalz, Reis und „ausgewählten Hopfenarten“ (min. 4,7 % Alkoholgehalt); bis Mitte 2010 hieß Baltika 2 Swetloje (Helles)
- Baltika 3 Klassitscheskoje (Klassisches) ist ein helles Lagerbier mit 4,8 % Alkoholgehalt
- Baltika 4 Originalnoje (Originales) ist ein 5,6-prozentiges bernsteinfarbenes Lagerbier, gebraut aus dunklem Gerstenmalz und Roggenmalz
- Baltika 5 Solotoje (Goldenes) ist ein Lagerbier, gebraut aus hellem Malz
- Baltika 6 Porter ist ein untergäriges 7-prozentiges dunkles Bier, das die Brauerei als „nach traditionellen englischen Rezepten gebrautes Porter“ vertreibt
- Baltika 7 Eksportnoje (Export) ist ein helles Lagerbier
- Baltika 8 Pschenitschnoje (Weizen) ist ein ungefiltertes Weizenbier
- Baltika 9 Krepkoje (Starkes) ist ein starkes Lagerbier mit 8,0 %
- Baltika Kuler (Cooler) ist ein helles Bier mit leichtem Geschmack, das an Baltika 5 angelehnt ist. Der Alkoholgehalt beträgt nicht weniger als 4,7 Volumenprozent
- Baltika Kuler Laim (Cooler Lime) ist Baltika Cooler mit Limettengeschmack
- Baltika 20 Jubileinoje (Jubiläumsbier) ist das Bier, das seit Juni 2010 anlässlich des 20-jährigen Jubiläums der Baltika-Brauerei hergestellt wird
- Baltika Rasliwnoje ist ein helles Schankbier, das im Jahr 2010 in die Produktpalette aufgenommen wurde
- Baltika Rasliwnoje Nefiltrowannoje ist ein helles, ungefiltertes Schankbier, das seit 2011 produziert wird
- Baltika München ist ein helles, ungefiltertes Bier nach bayerischer Art, das im Mai 2013 auf den Markt kam
- Baltika Praha ist ein nach Prager Vorbild gebrautes Helles, das seit März 2015 erhältlich ist

Folgende Biere von Baltika werden nicht mehr produziert und daher nur noch als Sammlerstücke zu finden:
- Baltika 12 Nowogodneje (Neujahrsbier) war ein Bier, das es früher in den Wintermonaten zu kaufen gab. Es handelte sich um ein halbdunkles Bier mit 5,5 % vol.
- Baltika Leningradskoje (Leningrader) war ein helles Bier, das im Jahr 2003 anlässlich des 300-jährigen Jubiläums der Stadt Sankt Petersburg hergestellt wurde.
- Baltika Medowoje Ljogkoje (Leichtes Honigbier) war ein helles, 4,1-prozentiges Bier mit Honiggeschmack, das es nur in 1,5 Liter-PET-Flaschen zu kaufen gab.
- Baltika Medowoje Krepkoje (Starkes Honigbier) war ein starkes, 7,6-prozentiges Bier mit Honiggeschmack, ebenfalls in 1,5 Liter-PET-Flaschen. Die Honigbiere wurden wegen schlechter Verkaufszahlen aus dem Sortiment entfernt.

Im Sortiment befinden sich darüber hinaus weitere Produkte wie beispielsweise ein Kirschbier. Die Brauerei Baltika ist bei europäischen Bierwettbewerben immer wieder erfolgreich, wie zum Beispiel 2015 beim European Beer Star mit Gold für Baltika Nr. 3.

## Vertrieb und Herstellung in Deutschland
Baltika ist auch in Deutschland erhältlich und findet sich meist in russischen Supermärkten oder Getränkefachmärkten. Der Sitz der Baltika Deutschland GmbH befindet sich in Hamburg. Seit August 2011 wird die Sorte Baltika 3 auch in Deutschland hergestellt, abgefüllt und vertrieben.